# 디 스모크
디 스모크(D Smoke, 1985년 10월 17일 ~ )는 미국의 래퍼이다. 2019년 넷플릭스 《리듬 & 플로우》 시즌 1에서 우승하였다.

## 음반 목록

### 정규 앨범
- Producer of the Year (2006)
- Black Habits (2020)
- War & Wonders (2021)

### EP
- Inglewood High (2019)

## 영상 목록

### 텔레비전
- 리듬 & 플로우 (2019, 2024) - 시즌 1 우승
- 메이어 오브 킹스타운 (2023-24)